# Un giorno come tanti (romanzo)
Un giorno come tanti (Labor Day) è un romanzo di formazione scritto da Joyce Maynard e pubblicato nel 2009 dalla William Morrow and Company.
Nel 2013 il romanzo è stato oggetto di una trasposizione cinematografica diretta da Jason Reitman, Un giorno come tanti.

## Edizioni in italiano
- Joyce Maynard; Un giorno come tanti, traduzione di Federica Merani, Piemme, Milano 2009
- Joyce Maynard; Un giorno come tanti, traduzione di Federica Merani, Piemme, Milano 2010